# Marenzelleria
Marenzelleria is een geslacht van  borstelwormen uit de familie Spionidae. De wetenschappelijke naam werd in 1896 voor het eerst gepubliceerd door Félix Mesnil.
Het genus Marenzelleria is te herkennen aan de hand van de volgende kenmerken: prostomium vóór breed afgerond; kieuwen vanaf het eerste borstelsegment en min of meer vergroeid met de dorsale postsetale lobben; haken in zowel noto- als neuropodia van de achterste segmenten. Soorten van dit geslacht worden gevonden in Europa, Rusland en Noord-Amerika.

## Soorten
- Marenzelleria arctia (Chamberlin, 1920)
- Marenzelleria bastropi Bick, 2005
- Marenzelleria neglecta Sikorski & Bick, 2004 = Oostzeegroenworm
- Marenzelleria viridis (Verrill, 1873)
- Marenzelleria wireni Augener, 1913

Niet geaccepteerde soorten:
- Marenzelleria jonesi Maciolek, 1984 → Marenzelleria viridis (Verrill, 1873)